# Laubenganghäuser Dessau-Törten

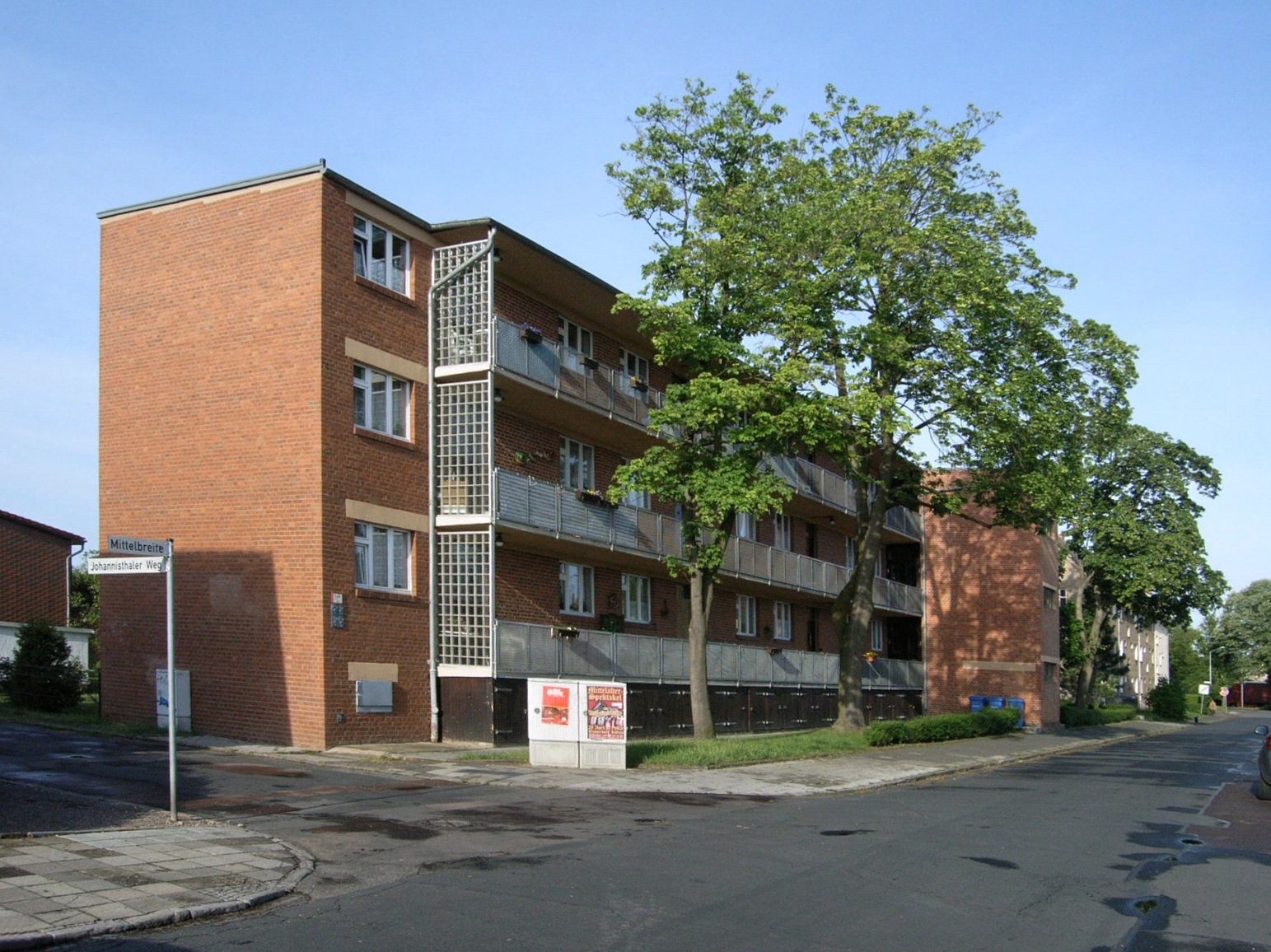
Straßenseite eines Laubenganghauses (2007)

Die Laubenganghäuser Dessau-Törten sind fünf denkmalgeschützte Wohnhäuser im Stadtbezirk Törten der Stadt Dessau-Roßlau in Sachsen-Anhalt. Sie wurden 1930 vom Architekten und Direktor des Bauhauses Hannes Meyer für die Dessauer Spar- und Baugenossenschaft errichtet. Seit 2017 gehören sie zum UNESCO-Welterbe „Das Bauhaus und seine Stätten in Weimar, Dessau und Bernau“.

## Entstehung
1928 beauftragte die Stadt Dessau Hannes Meyer als neuen Direktor des Bauhauses Dessau mit der Erweiterung der Siedlung Dessau-Törten. Sie war von seinem Vorgänger Walter Gropius und dessen privaten Baubüro in den Jahren 1926 bis 1928 in drei Bauabschnitten mit 314 Reihenhäusern errichtet worden. Die Siedlungserweiterung war die erste gemeinsame Aufgabe der Bauabteilung des Bauhauses unter Hannes Meyer. Der vorgelegte Entwurf beinhaltete eine Gemischtbebauung mit mehrgeschossigen Laubenganghäusern und Einfamilienhäusern. Meyer beabsichtigte durch diese urbanistischen Maßnahmen, unterschiedliche Bevölkerungsschichten, wie „Kleinbürger in Einfamilienhäusern mit Kleingarten“ und „Proletarier in dreigeschossigen Laubenganghäusern“, zu vermischen. Tatsächlich realisiert wurden von den umfangreichen Erweiterungsplänen nur fünf dreigeschossige Laubenganghäuser. Am Entwurf waren 12 Studierende des Bauhauses beteiligt, darunter Konrad Püschel und Philipp Tolziner als späterer Bauleiter.

## Beschreibung

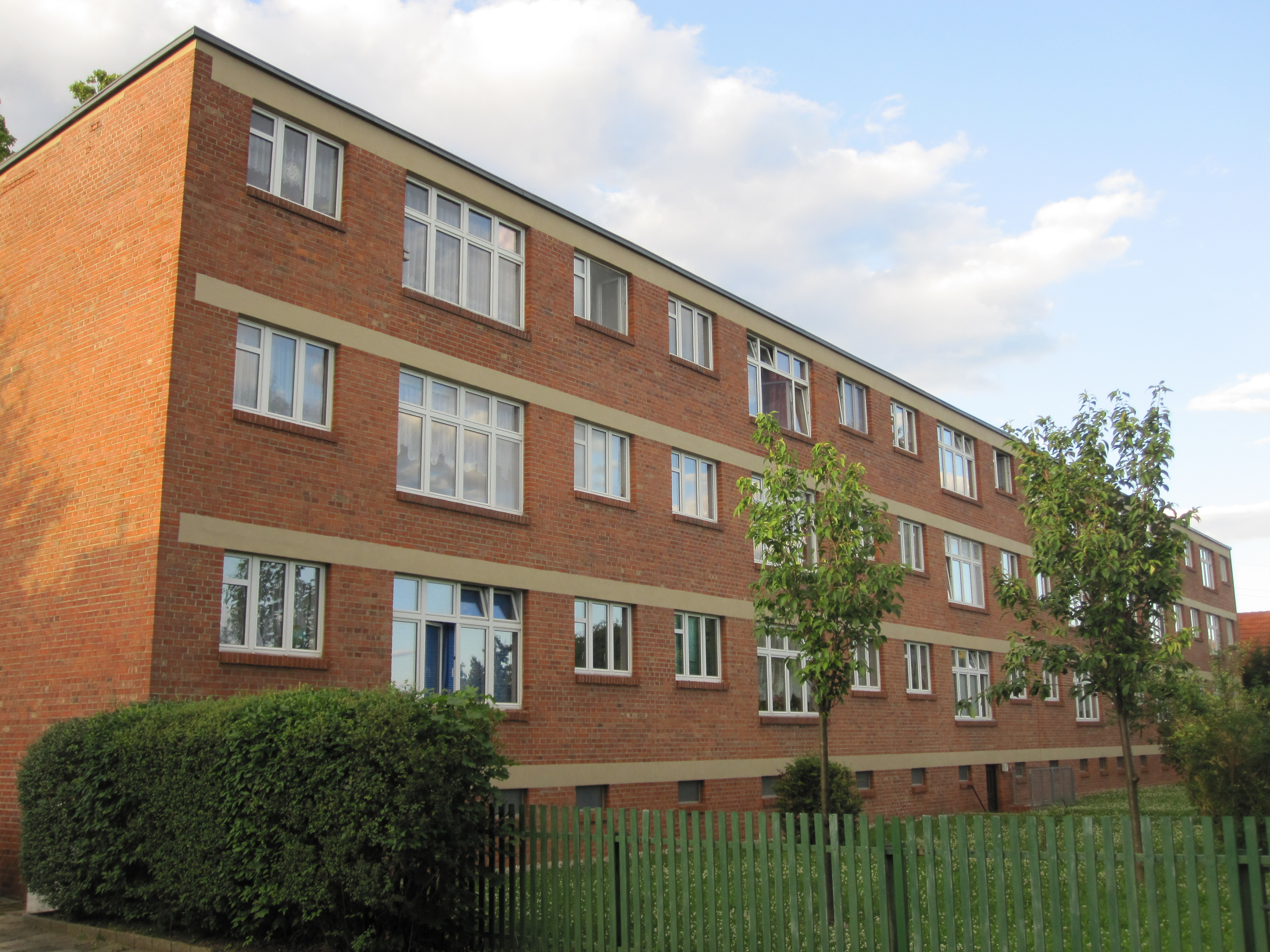
Gartenseite eines Laubenganghauses (2012)

Die fünf Laubenganghäuser mit jeweils 18 Kleinstwohnungen und insgesamt 90 Wohneinheiten stehen in den Peterholzstraße mit drei Gebäuden und in Mittelbreite mit zwei Gebäuden. Sie weisen den namensgebenden, außen liegenden Laubengang auf, der die Wohnungseingänge mit einem freistehenden Treppenturm verbindet. Während der Laubengang nach Norden ausgerichtet ist, liegen die Wohnräume zur Südseite. Jedes Laubenganghaus verfügt über einen Gartenhof mit Kinderspielplatz und ein gemeinschaftlich genutztes Waschhaus. 
Die Gebäude wurden in unverputztem Ziegel, Stahlfenstern sowie sichtbaren Fensterstürzen aus Stahlbetonträgern ausgeführt, was die Materialität betont. Das Architekturkonzept war eine Abkehr vom klassischen Bauhausstil mit weißen Kuben und Fensterbändern, den Walter Gropius zuvor in der Siedlung umgesetzt hatte.
Die Wohnflächen wurden gemäß der von Hannes Meyer vorgegebenen Devise „Volksbedarf statt Luxusbedarf“ mit 48 m² knapp bemessen. Es handelt sich um effizient aufgeteilte Dreizimmerwohnungen mit einer für damalige Verhältnisse modernen Ausstattung durch Zentralheizung, Küche, Bad und WC. Zur Platzersparnis sollte die vom Bauhaus entworfene Möblierung für die Volkswohnung beitragen. Bestimmt waren die Wohnungen für bis zu vierköpfige Familien. Sie wurden günstig vermietet.
Heute (2019) werden die 90 Wohnungen in den fünf Laubenganghäuser von etwa 100 Personen bewohnt. Nach einer Sanierung der Gebäude von 1996 bis 1998 kann bei Führungen eine Wohnung im ursprünglichen Zustand besichtigt werden.

## Sonstiges
2019 errichteten Wissenschaftler und Studierende der Universität Kassel unter der Leitung des Architekten Philipp Oswalt in der Laubengang-Siedlung ein Wohnhaus nach den Plänen des Architekten und Bauhaus-Lehrers Ludwig Hilberseimer.